# Cratyna egertoni
Cratyna egertoni är en tvåvingeart som först beskrevs av Edwards 1934.  Cratyna egertoni ingår i släktet Cratyna och familjen sorgmyggor. Inga underarter finns listade i Catalogue of Life.